# Синусоидальная проекция

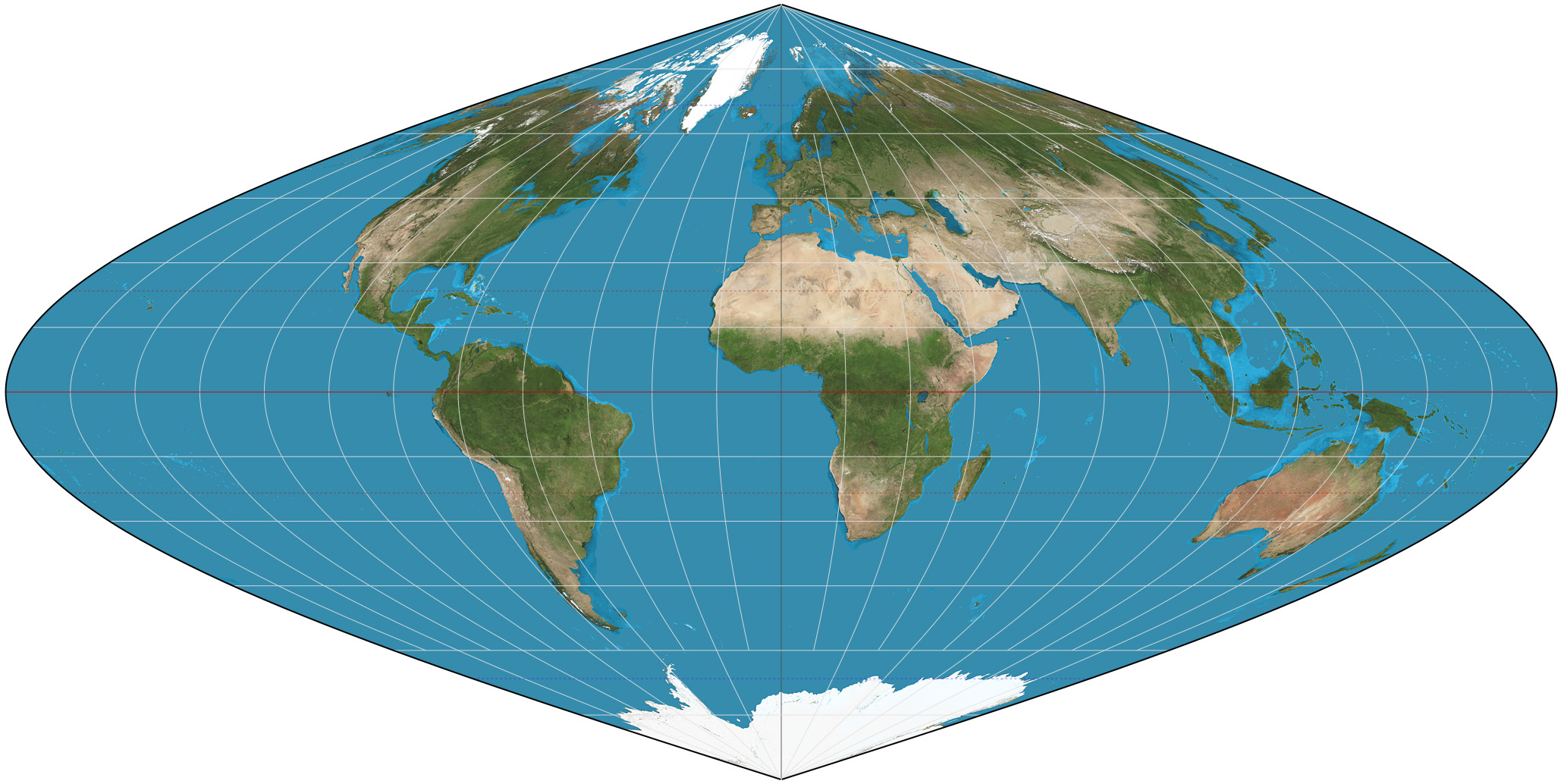
Синусоидальная проекция земного шара

Синусоидальная проекция с эллипсами искажения

Синусоидальная проекция (известна также как проекция Сэнсона-Флемстида или равновеликая проекция Меркатора) — псевдоцилиндрическая равновеликая картографическая проекция. Одним из первых эту проекцию использовал Жан Коссин из Дьепа (Jean Cossin of Dieppe) в карте мира 1570 года.
Проекция определяется следующими формулами:
{\displaystyle x=\left(\lambda -\lambda _{0}\right)\cos \varphi }
{\displaystyle y=\varphi },
где φ — широта, λ — долгота, и λ0 — центральный меридиан.
Масштаб проекции в направлении север-юг одинаков на центральном меридиане. В направлении запад-восток масштаб соответствует реальному, длина каждой параллели пропорциональна косинусу широты, поэтому карта ограничена справа и слева двумя повёрнутыми ветвями косинусоиды. Расстояние по карте вдоль меридиана (кроме центрального) больше, чем реальное. Искажения отсутствуют только на центральном меридиане и на экваторе.

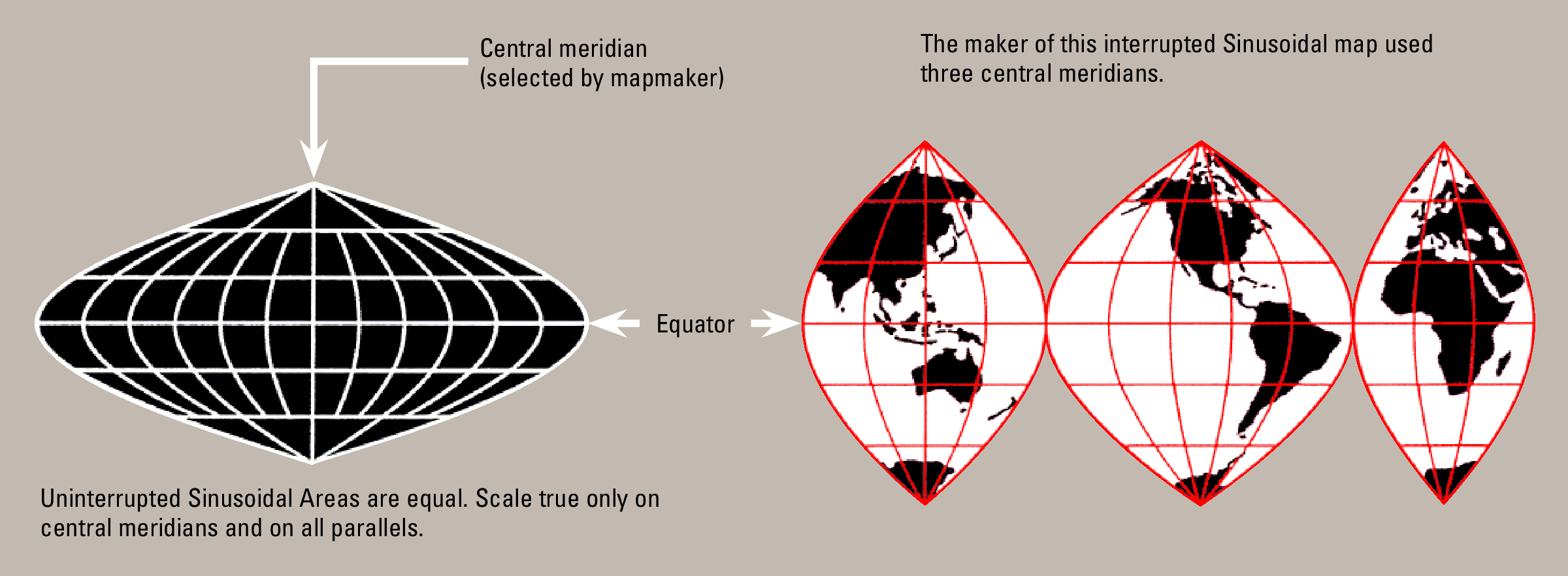
Синусоидальная проекция правильно отображает относительные размеры объектов, но искажает форму и углы. Искажения могут быть уменьшены путём «разрыва» карты

Похожие проекции, которые замыкают восточную и западную части проекции через северный полюс — проекция Вернера и промежуточные проекции Бонне и Боттомли.